# Guillonea scabra
Guillonea és un gènere monotípic de plantes apiàcies, la seva única espècie és '''Guillonea scabra''', és endèmica del llevant de la península Ibèrica i es troba al País Valencià.

## Descripció
És una planta herbàcia perenne erecte ramificada amb la part superior pubescent. Fa fins a 120 cm d'alçada i flreix de juliol a setembre. Flors blanques en umbel·les i fruits de 7-11 x 6-9 mm amb les ales amples.

## Distribució i hàbitat
Es troba en matolls mediterranis i pinedes aclarides pels incendis. Viu des del nivell del mar fins als 1300 m d'altitud.

## Taxonomia
Guillonea scabra va ser descrita per (Cav.) Coss. i publicada a Notes sur Quelques Plantes Critiques, Rares, ou Nouvelles, ... 110. 1851.
Sinònims
- Guillonea canescens (Boiss.) Lange
- Laserpitium scabrum Cav.[4]